# Spids Nøgenhat (band)
 For alternative betydninger, se Spids Nøgenhat. (Se også artikler, som begynder med Spids Nøgenhat)
Spids Nøgenhat er et dansk psykedelisk/syre-rockband. Gruppen blev oprindeligt dannet som et sideprojekt i 1998 af Henrik ”Hobbitten” Klitstrøm, Morten ”Aron” Larsen og forsangeren Lorenzo Woodrose. Bandet udgav ét album i 2001 og gik derefter i hi. I 2009 blev bandet genoprettet med Anders ”Moody Guru” Skjødt og Anders ”Fuzz Daddy” Grøn.
I 2011 optrådte de på Roskilde Festivalen, og koncerten blev optaget og udgivet året efter på De Sidste Her På Jorden. I 2013 udsendte de singlen "Lolland Falster". Nummeret blev brugt i introen til På røven i Nakskov i 2015.
Ved Danish Music Awards i 2014 modtog bandet både prisen for "Årets Danske Livenavn" og "Årets Danske Rockudgivelse" for albummet Kommer med Fred.

## Diskografi

### Albums
- 2001 En Mærkelig Kop Te
- 2012 De Sidste Her På Jorden - Live Fra Roskilde Festivalen 2011
- 2013 Kommer Med Fred

### Singler
- 2001 "Alrune Rod / En Drøm"
- 2013 "Lolland Falster"